# Grażyna Miller
Pour les articles homonymes, voir Miller.
Vous pouvez aider à l'améliorer ou bien discuter des problèmes sur sa page de discussion.
- Il ne cite pas suffisamment ses sources. Vous pouvez indiquer les passages à sourcer avec {{référence nécessaire}} ou {{Référence souhaitée}}, et inclure les références utiles en les liant aux notes de bas de page. (Marqué depuis avril 2024)
- Certaines informations devraient être mieux reliées aux sources mentionnées dans la bibliographie ou les liens externes. Améliorez sa vérifiabilité en les associant par des références. (Marqué depuis avril 2024)

- Archive Wikiwix
- Bing
- Cairn
- DuckDuckGo
- E. Universalis
- Gallica
- Google
- G. Books
- G. News
- G. Scholar
- Persée
- Qwant
- (zh) Baidu
- (ru) Yandex
- (wd) trouver des œuvres sur Wikidata

Grażyna Miller, née le 29 janvier 1957 à Jedwabne et morte le 17 août 2009, est une poétesse polono-italienne.

## Biographie
Depuis son enfance, à partir de l'âge de sept ans, elle écrit des vers. Après la période de lycée, dans les années du séjour en Pologne, la poétesse travaille et étudie simultanément. Avec une passion littéraire et un amour pédagogique, ayant terminé ses études pédagogiques, elle entreprend son travail d'enseignante de la langue polonaise. À partir de 1983, elle vit en Italie. Au début de son séjour, elle étudie la langue italienne à l'université de Sienne. Pendant son séjour en Sicile, elle se fait remarquer par sa coopération internationale avec l'Association Sicile-Pologne pour la propagation de la tradition et de la culture du pays natal. Ensuite, à Rome, en tant que journaliste, elle coopère avec les journaux littéraires et culturels, entre autres le Courrier de Rome, la Scène illustrée, le Journal des poètes. Elle s'occupe de journalisme et de critique littéraire ainsi que d'études et de traductions d'auteurs contemporains, et avant tout de la traduction de la poésie de Karol Wojtyla.

### Carrière

#### Traduction
En février 2003, Grażyna Miller traduit vers l'italien Triptyque romain. Méditations de Jean-Paul II, publiés par l'Édition de Vatican avec la présentation du cardinal - de ce temps là - Joseph Ratzinger. L'inauguration officielle de la version italienne du Triptyque romain a lieu le 6 mars 2003 dans la salle Sala Stampa Vaticana en présence de l'auteur.

#### Poésie
Le premier recueil de vers de la poétesse sous-titré Curriculum
(1988) est présenté à l'Exposition nationale du livre à Turin et dans la fameuse Galerie Portiques de Turin. Le second recueil de poésie Sur une vague de souffle (Sull'onda del respiro) est publié en 2000 et présenté dans la salle d'honneur de la Basilique de Sainte Marie des Anges, la Place de République à Rome.
Le recueil de vers dernièrement sorti Alibi di una farfalla (Alibi du papillon) - en 2002 - a trouvé sa place à la Bibliothèque des Archives de Vatican. Ce livre a été inauguré par les autorités siciliennes de la région, par l'Évêque et le Président de la ville Piazza Armerina en Sicile. Il était présenté aussi en 2003 à l'Exposition du livre à Francfort (Allemagne).

### Réception
L'œuvre de Grażyna Miller intéresse non seulement la presse polonaise (" Zycie Warszawy (en) ", " Dziennik Polski ", " Kurier Poranny (en) "), italienne (" L'Osservatore Romano ", " Il Messaggero ", " La Sicilia ") mais aussi espagnole et américaine. Entre autres le journal italo-américain "Bel Paese ", sortant aux É.-U., a consacré à un temps une rubrique fixe pour sa poésie.
Aussi la radio et la télévision s'intéressent d'elle. Dans la TV "Antenna Sicilia", poétesse, pendant une certaine période elle avait aussi son coin de poésie récitée à vif, à la TV de Vatican " Telepace " a transmis à chaud la présentation de son livre dernièrement publié " Alibi d'un papillon " (" Alibi di una farfalla "), où entre autres se trouvent quelque traductions de la poésie de Karol Wojtyla. Aussi la Radio et la TV italienne RAI a consacré beaucoup d'attention et la Radio de Vatican lui a dédié quelque importantes interviews, aussi bien dans le programme italien comme au Programme de la Radio Polonaise de Vatican avec la lecture de ses vers.
Aussi la participation de Grażyna Miller à la manifestation " International Poetry Contest " est digne d'attention - " Une poésie pour la paix " organisée par Study Centre " Anna Kuliscioff " de Turin (avec coparticipation du Président de la République d'Italie, nombreuses ambassades et institutions étrangères), par quoi elle a donné preuve de son engagement humanitaire vis-à-vis sa vocation en tant que poétesse.

## Récompenses et distinctions
Grażyna Miller a obtenue beaucoup de distinctions aussi bien nationales qu'internationales.

### En Italie
Prix Fiore di roccia pour la poésie sur les sujets d'amour
- 2001 : Premier Prix national pour la poésie sur les sujets religieux
- 2001 : Prix international Luigi Vanvitelli (pour « l'œuvre apportant la gloire de la civilisation du dernier siècle, en servant à cette génération par intellect et les lettres »)
- 2002 : Prix international Marineo (également pour « l'œuvre poétique »)
- 2002 : Prix du ministre de la Culture italienne
- 2004 : Prix national de littérature et journalisme (avec distinction particulière pour la version italienne imposante du poème de Jean-Paul II Triptyque romain. Méditations).

### En Espagne
à Carthagène elle a obtenu un Prix International " Cartago " (" Cartagine 2003 ").

### En Pologne
à l'Université Jagellonne à Cracovie Grażyna Miller a obtenu une Médaille d'Or pour son œuvre et la coopération polono-italienne
le Prix International " Les Meilleurs de l'Année 2001 " déjà dans son pays natal.